# Mario Levrero
Mario Levrero, all'anagrafe Jorge Mario Varlotta Levrero (Montevideo, 23 gennaio 1940 – Montevideo, 30 agosto 2004), è stato uno scrittore, fotografo e fumettista uruguaiano che nel corso della sua carriera si è impegnato anche in altri campi: è stato infatti libraio, umorista e anche creatore di cruciverba e giochi da tavolo. Negli ultimi anni della sua vita dirigeva un laboratorio di scrittura creativa.

## Biografia
Figlio di don Mario Julio Varlotta e Nilda Reneè; il padre, spesso assente, lavorava nel grande magazzino London-Paris di Montevideo, nell'area dedicata ai clienti stranieri. Trascorse la sua infanzia nel quartiere di Peñarol, a Montevideo; all'età di tre anni gli viene diagnosticato un soffio al cuore, probabilmente innocente, che però in un'epoca di ridotte certezze mediche, lo mantenne in infanzia dietro consiglio medico quanto più possibile a riposo. Questo evento si ritiene abbia influenzato in maniera cruciale il suo sedentarismo.
Levrero infatti visse la maggior parte della sua vita a Montevideo, sua città natale, viaggiando molto poco: ebbe soggiorni più o meno prolungati in altre città uruguayane, come la località balneare Piriápolis, dove andava in vacanza con la sua famiglia e dove si trasferì per un periodo alla fine degli anni Sessanta e Colonia del Sacramento, dove visse tra il 1989 e il 1992 con la sua compagna Alicia Hoppe e suo figlio Juan Ignacio. Soggiornò anche in Argentina, a Buenos Aires e Rosario, dal suo amico Francisco Gandolfo, mentre nel 1972 trascorse un mese a Bordeaux in Francia.
Si dedica fin da subito visceralmente alla letteratura: iniziò a lavorare come libraio, mettendo su la libreria di seconda mano "La Guardia Nueva"  dapprima in calle Soriano, a Montevideo, con il suo amico Jorge Califra nel 1959, poi a Piriápolis. Il nome si rifà al club di tango che frequentava in gioventù. Per quanto riguarda le sue letture, spazia dalla fantascienza ai romanzi polizieschi, a Kafka, che andranno a costituire per la sua scrittura i riferimenti essenziali, ma si interessa anche al paranormale, all'ipnosi e alla psicoanalisi.
Durante il periodo a Piriápolis frequenta il pittore Jose Luis "Tola" Invernizzi, figura carismatica che avrà per Levrero un ruolo importante, quasi paternalistico, nella redazione delle prime opere.
Negli anni successivi si avvicinò anche al cinema, girando con Califra alcune pellicole amatoriali, e alla fotografia, allestendo un laboratorio in una delle stanze della sua abitazione.
Inoltre fu vignettista e umorista tra il 1969 e il 1971 per il supplemento Misia Dura — legato al giornale El Popular, affiliato al partito comunista— e proseguì questa attività negli anni Ottanta in altre riviste tra Uruguay e Argentina. In particolare tra i vari numeri di Misia Dura, adoperò vari pseudonimi, firmandosi talvolta come “Tía Encarnación”, una signora di quartiere che soleva dare consigli sentimentali, culinari o semplicemente assurdi, ma anche come Dr. Lavalleja Bartleby, Crush Syndrome, Sofanor Rigby.
Cominciò a pubblicare alla fine degli anni sessanta per editori di Montevideo e di Buenos Aires.
Il suo esordio da scrittore avviene il 1 Luglio 1966, giorno in cui terminò il primo testo che decise di non cestinare, La ciudad, come riporta lui stesso nelle conversazioni con l'amico Elvio Gandolfo. In un primo momento, per sua stessa ammissione, aspira a riprodurre ed imitare Kafka; da questa tendenza, gradualmente abbandonata, deriverebbe il senso di estraneità verso il suo stesso romanzo che verosimilmente lo porta a evitare di firmarsi per esteso con tutti i suoi nomi. La stesura del romanzo durò solo due settimane, mentre la pubblicazione vera e propria avvenne quattro anni dopo. Una edizione successiva fu accompagnata dai romanzi brevi Parìs e El lugar, andando a formare la trilogia "involontaria", visto che l'autore si rese conto dei punti di contatto tra le opere solo successivamente.
La sua vita sentimentale si intreccia con quella di Alicia Hoppe: la relazione amorosa tra i due nasce da una amicizia storica che li legava; con lei e il figlio Juan Ignacio si stabilirà prima a Colonia, dove lei stava esercitando come psichiatra, poi nuovamente a Montevideo, dapprima in avenida Brasil, di fianco ad una grande stazione di servizio Texaco, il cui logo rosso brillava di notte, e successivamente in avenida 18 de Julio.
La sua fama andò crescendo lentamente a partire dagli anni ottanta, ma paradossalmente rimanendo sempre un autore di nicchia: Levrero non guadagnò mai importanti riconoscimenti pubblici, a parte una borsa di studio Guggenheim nel 2000, che gli permise di dedicarsi alla redazione della sua ultima opera, La novela luminosa (Romanzo luminoso). Questa sorta di diario narrativo, insieme al precedente El discurso vacío (Il discorso vuoto), sono considerati i suoi capolavori per la loro complessità affabulatoria.
Da alcuni suoi racconti sono stati realizzati dei film: Los muertos (Guillermo Casanova, 1992, ispirato al racconto omonimo), El hombre de Walter (Carlos Ameglio, 1995, con Gustavo Escanlar, ispirato al racconto Nuestro iglú en el Artico) e Desplazamientos (Guillermo Stockl, 2009, ispirato al racconto omonimo).
Nei suoi ultimi anni fu anche editore di una rivista di parole crociate e giochi di ingegno, Cruzadas, e diresse vari workshop di scrittura. Uno dei suoi ultimi progetti, in collaborazione con Gabriela Onetto, era di realizzare una sorta di manifesto della sua poetica e della sua letteratura, dal titolo ironico “The Mario Levrero’s Writing Guide For Dummies”.
Mario Levrero morì il 30 Agosto 2004 a seguito della rottura di un aneurisma aortico. Per sua volontà non venne rianimato.

## Critica
A conclusione della raccolta di racconti del 1992 El portero y el otro inserisce un colloquio con sé stesso in cui esprime apertamente la sua antipatia per le interviste
Sulla critica accademica, la definisce «una forma di repressione in stile poliziesco», ovvero un tentativo di «impedire che la follia contenuta in un’opera contagi come un’epidemia tutta la società»
Nel panorama della letteratura uruguayana contemporanea, Levrero spicca come l'ultimo autore di culto del XX Secolo.
Lo stile letterario di Levrero è ricompreso all'interno di quello di un gruppo di scrittori uruguayani che il critico Ángel Rama ha denominato "Los raros", un gruppo che anche se non può essere incasellato dentro alcuna corrente riconoscibile è caratterizzato da una sorta di levità surreale ed eccentrica. Felisberto Hernández, Armonía Somers, José Pedro Díaz, e lo stesso Levrero sono gli autori principali di questo gruppo, il cui tratto comune è l'inclassificabilità e l'originalità nei rispettivi generi.  Levrero tuttavia rifiutò l’inserimento nella categoria dei raros , o di venire in parte qualificato, con superficialità, come autore di fantascienza.
Analizzando l'opera di Levrero, è possibile suddividerla in tre periodi, o correnti: il primo periodo è certamente caratterizzato dall'influenza, per non dire dall'imitazione di Kafka, che comprende i romanzi La ciudad (1970), París (1980) e El Lugar (1982) e vari racconti. Il secondo periodo vede il distacco dalla referenzialità verso Kafka e il manifestarsi di tonalità surrealiste, grottesche e umoristiche e contaminazioni dalle altri forme d'arte (fumetti, cinema, musica pop, cartoni animati e generi letterari minori). Emblematici di questo periodo sono Nick Carter (se divierte mientras el lector es asesinado y yo agonizo) (1995) e La Banda del Cienpiés (1989), ambedue titoli che assumono tratti parodistici nei confronti del romanzo giallo. Il terzo periodo si distingue per la presenza crescente di elementi personali e riflessioni interiori («scrivere per me è un dialogo con me stesso, un modo di connettermi a un essere interiore»), producendo alcune opere che per comodità si definiscono romanzi ma che aspirano ad essere un genere a sé stante, tra saggistica, narrativa e autobiografiache come ad esempio Diario de un canalla (2003), La novela luminosa (2005) e Dejen todo en mis manos (1996). Quest'ultimo, nonostante ricalchi le strutture di un poliziesco, si rivela ben più intimista e sottile dei precedenti e grotteschi Nick Carter.. e La Banda del Ciempiés
Per trovare dei riferimenti esteri allo stile di Levrero, se si eccettua la già citata influenza di Kafka nella prima parte della sua carriera, bisogna ricorrere a paragoni con i surrealisti più atipici, come Leonora Carrington.
Nel 2016 La novela luminosa fu selezionata da El País tra le migliori novelle degli ultimi 25 anni in lingua spagnola, venendo inserita al sesto posto.
Tra il 19 dicembre 2019 e il 30 Maggio 2020 è stata allestita presso il Centro culturale di Spagna a Montevideo la mostra Levrero Ipnotico a cura di Ricardo Ramon Jarne e Matias Nunez. La mostra, oltre ad approfondire l'idea della letteratura come ipnosi, conteneva sue fotografie, illustrazioni, riprese e addirittura una ricostruzione in scala 1:1 dell'ultimo appartamento dell'autore in calle Bartolomè Mitre 1376 di Montevideo.

## Curiosità
- Una casa in cui visse a Colonia del Sacramento, in calle 18 de Julio,  oggi è stata convertita nell'hotel 'boutique' Le Vrero[14]

## Opere

### Romanzi
- 1970: La ciudad
- 1980: París
- 1982: El lugar
- 1987: Fauna / Desplazamientos
- 1989: La Banda del Ciempiés
- 1995: Nick Carter (se divierte mientras el lector es asesinado y yo agonizo)
- 1996: El alma de Gardel
- 1996: El discurso vacío
- 1998: Dejen todo en mis manos
- 2003: Diario de un canalla / Burdeos, 1972
- 2005: La novela luminosa
- 2008: Trilogia involuntaria (comprende La ciudad, Paris y El lugar)

### Racconti
- 1970: La máquina de pensar en Gladys
- 1982: Todo el tiempo
- 1983: Aguas salobres
- 1986: Los muertos
- 1987: Espacios libres
- 1992: El portero y el otro
- 2001: Ya que estamos
- 2003: Los carros de fuego
- 2019: Cuentos completos

### Fumetti
- 1986: Santo Varón / I (illustrazioni di Lizàn)
- 1988: Los profesionales (illustrazioni di Lizàn)
- 2016: Historietas reunidas de Jorge Varlotta

### Altro
- 1978: Manual de parapsicología
- 1986: Caza de conejos
- 2001: Irrupciones I
- 2001: Irrupciones II

## Opere tradotte in italiano
- Il romanzo luminoso, traduzione di Maria Nicola, Jaca Book, Milano 2014 - ISBN 9788899066000.
- Nick Carter si diverte mentre il lettore viene assassinato e io agonizzo, traduzione di Sara Cavarero, Jaca Book, Milano 2014 - ISBN 978-8899066154.
- Lascia fare a me, presentazione di Luciano Funetta, traduzione di Elisa Tramontin, La Nuova Frontiera, Roma 2018 - ISBN 978-8883733314.
- Il discorso vuoto, traduzione di Maria Nicola, Jaca Book, Milano 2018 - ISBN 9788899066307.
- La città, traduzione di Cinzia Imperio, La Nuova Frontiera, Roma 2020 - ISBN 9788883733857.
- A caccia di conigli, traduzione di Raul Schenardi, Pièdimosca, Perugia 2024 - ISBN 9791280289407.